# ایهور یورچنکو
ایهور یورچنکو (اوکراینی: Ігор Миколайович Юрченко؛ زادهٔ ۵ سپتامبر ۱۹۶۰) بازیکن فوتبال اهل اتحاد جماهیر شوروی سوسیالیستی است.
از باشگاه‌هایی که در آن بازی کرده‌است می‌توان به باشگاه فوتبال اسپارتاک ایوانو-فرانکیفسک، باشگاه فوتبال شاختار دونتسک، باشگاه فوتبال چورنومورتس اودسا، و باشگاه فوتبال زسکا روستوف-نا-دونو اشاره کرد.